# 함세휘
함세휘(咸世煇)는 조선 중기의 화가다. 본관은 강릉(江陵). 아버지는 화원으로 교수를 지낸 함제건(咸悌健)이다. 화원으로 교수를 지낸 김구성(金九成)의 사위고, 김두량(金斗樑)의 외삼촌이다.
화원으로 도화서(圖畫署)의 별제(別提)를 지냈다. 1718년(숙종 44) 『경종선의후가례도감의궤(景宗宣懿后嘉禮都監儀軌)』의 제작에 참여하였다.
1719년 숙종 때 통신사 홍치중을 따라 일본에 건너가 〈부용도〉를 그렸다고 한다.
1733년(영조 9) 박동보(朴東普)·양기성(梁箕星)과 함께 영조어진도사(英祖御眞圖寫)에 참여하였으며, 1744년 이성린(李聖麟) 등과 함께 〈장조헌경후가례반차도(莊祖獻敬后嘉禮班次圖)〉를 제작하였다.

## 작품
『고화비고(古畫備考)』에 그가 도일시에 그렸던 〈부용봉도(芙蓉峰圖)〉가 19세기까지 일본땅에 유전하였음을 기재하고 있으나, 지금은 전하지 않는다.
현재 그의 작품으로 「고사책장도(高士策杖圖)」(간송미술관 소장)와 「부사산도(富士山圖)」(1719, 일본 개인 소장) 등이 전하고 있다.
절벽 위에서 화면의 상반부를 가리며 굽어진 소나무를 등 위에 두고 소요하는 고사의 한가로운 모습을 묘사한 「고사책장도」는 소재와 구도, 필묵법과 옷주름 처리 등에서 조선시대 중기에 유행하던 절파풍(浙派風)을 짙게 반영하고 있다. 이 그림으로 보아 그는 조선 중기와 후기가 엇갈리는 전환기에서 보다 전통적인 화풍을 따랐던 것으로 생각된다.

## 가족 관계
- 부 : 함제건(咸悌健)
  - 부인 : 경주 김씨(慶州金氏) - 김구성(金九成)의 딸
    - 아들 : 함도홍(道弘)